# Decimatie
Decimatio (decimeren) was bij de Romeinen een collectieve strafmaatregel voor troepen die zich in de strijd laf hadden gedragen.
Eén op de tien werd gestraft met stokslagen, zweepslagen of inhouding van soldij. Dat één op de tien ter dood gebracht werd, was extreem uitzonderlijk. Dit laatste zou trouwens een ernstig verzwakt en gedemoraliseerd legioen opleveren dat zich wellicht tegen de staat kon keren.
Daarom is deze straf in de oude Romeinse geschiedenis maar drie keer met enige waarschijnlijkheid uitgevoerd, in 471 v.Chr. voor het eerst.
Nadat de straf eeuwenlang in onbruik was geraakt, werd ze in 72/71 v.Chr. als het ware heruitgevonden onder Crassus in de Derde Slavenoorlog. De laatste keer dat ze werd uitgevoerd was in 17 v.Chr. door Augustus.

## Huidige betekenis
Tegenwoordig wordt decimeren gebruikt om een zeer grote afname aan te geven; bijvoorbeeld in de zin "de populatie is gedecimeerd". Hoewel letterlijk genomen er 90% zou moeten overblijven, wordt er een afname van 50% of meer mee bedoeld.